# 黃金谷地省
23°43′00″N 15°57′00″W / 23.7167°N 15.9500°W
黃金谷地省（阿拉伯语：‎）是摩洛哥的省份，位於該國南部，由達赫拉-黃金谷地大區負責管轄，首府設於達克拉，面積76,948平方公里，2014年人口126,765，人口密度每平方公里2人。